# Primeira Divisão de 1943–44
A Primeira Divisão de 1943–44 foi a 10ª edição da liga de futebol de maior escalão de Portugal. Realizou-se entre 28 de novembro de 1943 e 26 de março de 1944. O Sporting foi o campeão, sendo o 2º título do clube nesta competição.

## Formato
Esta edição da Primeira Divisão foi disputada num sistema de todos contra todos a duas voltas, participando nela 10 equipas.
Qualificaram-se para esta edição os melhores classificados dos 6 Campeonatos Regionais mais competitivos: 4 equipas da AF Lisboa, 2 da AF Porto, 1 da AF Algarve, 1 da AF Braga, 1 da AF Coimbra e 1 da AF Setúbal. A edição seguinte da competição seguiu o mesmo método para a qualificação, não havendo por isso despromoções.
Os jogos foram disputados apenas na segunda metade da época, após os Campeonatos Regionais terminarem.

## Participantes

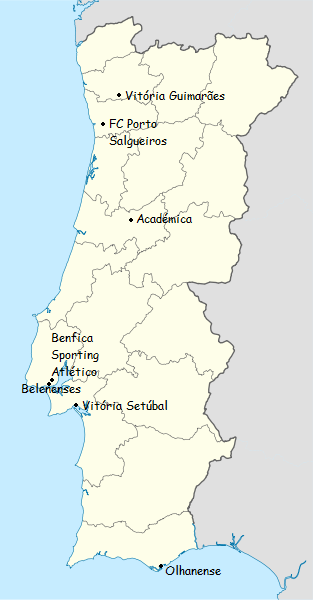
Os 10 clubes participantes

| Equipa               | Cidade    | Associação | 42/43 | Prtc |
| -------------------- | --------- | ---------- | ----- | ---- |
| Académica de Coimbra | Coimbra   | AF Coimbra | 6º    | 10   |
| Atlético de Portugal | Lisboa    | AF Lisboa  | —     | 1    |
| Belenenses           | Lisboa    | AF Lisboa  | 3º    | 10   |
| Benfica              | Lisboa    | AF Lisboa  | 1º    | 10   |
| Olhanense            | Olhão     | AF Algarve | 5º    | 3    |
| Porto                | Porto     | AF Porto   | 11º   | 10   |
| Salgueiros           | Porto     | AF Porto   | —     | 1    |
| Sporting             | Lisboa    | AF Lisboa  | 2º    | 10   |
| Vitória de Guimarães | Guimarães | AF Braga   | 8º    | 3    |
| Vitória de Setúbal   | Setúbal   | AF Setúbal | —     | 5    |

## Tabela classificativa
| Pos | Equipa               | Pts | J  | V  | E | D  | GM | GS | DG  |
| --- | -------------------- | --- | -- | -- | - | -- | -- | -- | --- |
| 1   | Sporting (C)         | 31  | 18 | 14 | 3 | 1  | 61 | 22 | +39 |
| 2   | Benfica (X)          | 26  | 18 | 11 | 4 | 3  | 57 | 34 | +23 |
| 3   | Atlético de Portugal | 24  | 18 | 9  | 6 | 3  | 51 | 28 | +23 |
| 4   | Porto                | 22  | 18 | 10 | 2 | 6  | 65 | 34 | +31 |
| 5   | Olhanense            | 23  | 18 | 10 | 3 | 5  | 46 | 36 | +10 |
| 6   | Belenenses           | 21  | 18 | 9  | 3 | 6  | 41 | 32 | +9  |
| 7   | Vitória de Setúbal   | 17  | 18 | 7  | 3 | 8  | 52 | 50 | +2  |
| 8   | Vitória de Guimarães | 7   | 18 | 2  | 3 | 13 | 25 | 68 | −43 |
| 9   | Académica de Coimbra | 6   | 18 | 3  | 0 | 15 | 35 | 68 | −33 |
| 10  | Salgueiros           | 3   | 18 | 1  | 1 | 16 | 23 | 84 | −61 |

## Resultados
| Mandante \ Visitante | SPO | BEN | ATP | POR | OLH | BEL | VTS | VTG | ACC | SAL  |
| -------------------- | --- | --- | --- | --- | --- | --- | --- | --- | --- | ---- |
| Sporting             | —   | 1–0 | 2–2 | 3–1 | 2–0 | 6–1 | 3–2 | 6–0 | 2–0 | 10–0 |
| Benfica              | 5–4 | —   | 2–1 | 5–4 | 6–3 | 1–1 | 5–3 | 5–1 | 2–1 | 6–1  |
| Atlético de Portugal | 2–2 | 3–1 | —   | 2–2 | 3–4 | 2–2 | 3–2 | 4–1 | 8–0 | 4–0  |
| Porto                | 1–2 | 3–2 | 2–0 | —   | 4–2 | 5–0 | 8–0 | 5–1 | 8–2 | 5–1  |
| Olhanense            | 1–3 | 2–2 | 1–1 | 3–1 | —   | 1–0 | 3–0 | 7–3 | 3–2 | 3–1  |
| Belenenses           | 1–1 | 1–2 | 1–3 | 3–2 | 4–0 | —   | 1–2 | 4–1 | 3–1 | 5–1  |
| Vitória de Setúbal   | 2–3 | 1–1 | 4–4 | 3–3 | 1–3 | 1–3 | —   | 5–3 | 2–0 | 2–1  |
| Vitória de Guimarães | 0–2 | 2–2 | 1–4 | 2–1 | 2–2 | 1–2 | 0–8 | —   | 1–5 | 2–1  |
| Académica de Coimbra | 3–4 | 1–4 | 1–2 | 1–5 | 1–3 | 1–3 | 3–9 | 3–2 | —   | 9–4  |
| Salgueiros           | 1–5 | 1–6 | 0–3 | 2–5 | 0–5 | 1–6 | 3–5 | 2–2 | 3–1 | —    |

## Melhores Marcadores
| Pos | Jogador             | Clube              | G  |
| --- | ------------------- | ------------------ | -- |
| 1   | Francisco Rodrigues | Vitória de Setúbal | 28 |

## Campeão
| Campeonato Nacional da Primeira Divisão de 1943–44 |
| -------------------------------------------------- |
| Sporting 2º Título                                 |